# Слободка (Кимрский район)
Слободка — деревня в Кимрском районе Тверской области. Входит в состав Центрального сельского поселения.

## География
Находится в юго-восточной части Тверской области на расстоянии приблизительно 7 км на северо-запад по прямой от районного центра города Кимры в левобережной части района.

## История
Известна была 1645 года как новое владение московского Архангельского собора. В 1806 году 36 дворов. В 1859 году здесь (деревня Корчевского уезда Тверской губернии) было учтено 28 дворов, в 1887 — 45.

## Население
Численность населения: 176 человек (1806 год), 250 (1859 год), 281 человек (1887), 10 (русские 100 %) в 2002 году, 1 в 2010.